# Algedonia luctualis
Algedonia luctualis là một loài bướm đêm trong họ Crambidae.